# 1196
1196 (MCXCVI) var ett skottår som började en måndag i den julianska kalendern.

## Händelser

### Okänt datum
- England drabbas av pesten med svält som följd.[1]
- Sverker den yngre väljs till kung av Sverige vid Knut Erikssons död. Det är den mäktige jarlen Birger Brosa som får valet till stånd. Knut Erikssons söner utses till Sverkers efterträdare.
- Filip II August av Frankrike gifter sig med Agnes av Meran.
- Riksdag i Würzburg. Henrik VI försöker utan att lyckas genomdriva den tyska kronans ärftlighet.
- Sankt Nils av Edsleskog blir ihjälslagen av ungdomar utanför Edsleskogs gamla kyrka, en tegelkyrka uppförs till minne av honom, troligen den äldsta tegelkyrkan i Sverige.

## Födda
- Tsuchimikado, kejsare av Japan.
- Aurembiaix av Urgell, andorransk feodalhärskare.

## Avlidna
- 23 april – Bela III, kung av Ungern.
- Knut Eriksson, kung av Sverige sedan 1167 (död detta eller mindre troligt föregående år).
- Eschive d'Ibelin, drottning av Cypern.
- Sankt Nils av Edsleskog, svensk präst (död omkring detta år)

### Fotnoter
1. ↑  King John by Warren. Publicerad av University of California Press 1961.  p. 60